# Félix Mendizábal
Félix Mendizábal Mendiburu (San Sebastián, 7 de marzo de 1891 - 1959). Está considerado como uno de los mejores velocistas españoles de la primera mitad del siglo XX. Fue 7 veces campeón de España en pruebas de 100 y 200 metros lisos y batió el récord de España del hectómetro en 9 ocasiones.
Tomó parte en los Juegos Olímpicos de Amberes 1920 y en los Juegos Olímpicos de París 1924 en las pruebas de 100 metros, 200 metros y relevos 4 x 100. 
En los Juegos de Amberes 1920 llegó a semifinales de la prueba de 100 metros litros tras haberse clasificado 2.º en las dos rondas anteriores. No pudo pasar a la final al ser 5.º en su semifinal. Este es el mejor resultado que ha obtenido hasta el momento un atleta español en la prueba de los 100 metros lisos en unos Juegos Olímpicos.
En las prueba de 200 metros lisos y relevos 4 x 100 fue eliminado en la primera ronda eliminatoria. 
En París 1924 solo fue capaz de superar una ronda de los 100 metros lisos, cayendo en primera ronda en las otras dos pruebas que disputó.

## Palmarés
- 4 veces campeón de España de 100 metros lisos (1917, 1918, 1919 y 1920). Fueron las 4 primeras ediciones del Campeonato de España.
- 3 veces campeón de España de 200 metros lisos (1917, 1918 y 1919). Fueron las 3 primeras ediciones del Campeonato de España.
- 9 Récords de España de los 100 metros lisos. (1916-1920)

| Predecesor: José García Lorenzana Amberes 1920 | Abanderado de España en los JJ. OO. de verano París 1924 | Sucesor: Diego Ordóñez Arcauz Ámsterdam 1928 |

- Datos: Q5511623